# Sereré Norte
Sereré Norte ist eine Ortschaft im Departamento Tarija im südamerikanischen Andenstaat Bolivien.

## Lage
Sereré Norte liegt in der Provinz Burnet O’Connor und ist ein Ort im Cantón Entre Ríos im Municipio Entre Ríos. Sereré Norte liegt auf einer Höhe von 967 m am rechten, östlichen Ufer des Río Sereré, der hier in nördlicher Richtung fließt.

## Geographie
Sereré Norte liegt in der bolivianischen Cordillera Oriental im Übergangsgebiet zwischen dem bolivianischen Altiplano und dem dünn besiedelten Gran Chaco im Tiefland. Das Klima ist subtropisch und durch einen deutlichen Gegensatz zwischen Trockenzeit und Regenzeit gekennzeichnet.
Die jährliche Niederschlagssumme beträgt 800 mm (siehe Klimadiagramm Entre Ríos), die Monate Mai bis Oktober sind arid mit Monatsniederschlägen von weniger als 15 mm, die Sommermonate von Dezember bis März weisen NMonatswerte zwischen 100 und 160 mm auf. Die durchschnittliche Jahrestemperatur für Entre Ríos beträgt 21,5 °C die Monatstemperaturen schwanken zwischen 16 °C im Juni und 25 °C im Januar.

## Verkehrsnetz
Sereré Norte liegt in einer Entfernung von 123 Straßenkilometern östlich von Tarija, der Hauptstadt des Departamentos.
Durch Tarija verläuft in Nord-Süd-Richtung die Nationalstraße Ruta 1, die das bolivianische Hochland von Norden nach Süden durchquert und von Desaguadero an der Grenze zu Peru über die Metropolen El Alto, Oruro und Potosí nach Tarija führt, und von dort weiter nach Bermejo an der Grenze zu Argentinien.
Acht Kilometer südöstlich des Stadtzentrums von Tarija zweigt die Nationalstraße Ruta 11 in östlicher Richtung von der Ruta 1 ab und führt über Junacas Sur und Canaletas nach Entre Ríos und weiter über El Pajonal und Sereré Norte nach Villamontes und schließlich nach Cañada Oruro an der Grenze zu Paraguay.

## Bevölkerung
Die Einwohnerzahl der Ortschaft ist in dem Jahrzehnt zwischen den beiden letzten Volkszählungen um ein Fünftel zurückgegangen:
| Jahr | Einwohner         | Quelle       |
| ---- | ----------------- | ------------ |
| 1992 | keine Detaildaten | Volkszählung |
| 2001 | 164               | Volkszählung |
| 2012 | 129               | Volkszählung |
| 2024 |                   | Volkszählung |

Die Region um Entre Ríos herum ist heute noch eines der Kerngebiete des Guaraní-Volkes, das seit Jahrtausenden das Paraná-Becken besiedelt.